# Francisco Aguirre Alegría
Francisco Aguirre Alegría (Acayucan, Veracruz, 20 de abril de 1912-?) fue un político y sindicalista mexicano, miembro del Partido Revolucionario Institucional (PRI). Fue en dos ocasiones diputado federal.

## Biografía
Realizó estudios de primaria, secundaria y comerciales en Xalapa-Enríquez, y los de preparatoria en la Ciudad de México. Estudió tres años de la licenciatura en Derecho en la Universidad Nacional Autónoma de México (UNAM), y también en la Facultad de Ciencias Políticas y Sociales de la misma institución.
Realizó su carrera en la política sindical, siendo en 1937 secretario general del Sindicato de los Servicios Coordinados de Salud que se convirtió en la sección 12 del Sindicato Nacional de Trabajadores de la Secretaría de Salud (SNTSSA), del que fue posteriormente secretario del Trabajo y Conflictos. De 1943 a 1946 fue secretario de Organización de la Federación de Sindicatos de Trabajadores al Servicio del Estado (FSTSE) y de 1947 a 1950 secretario general del SNTSSA, como tal, de 1949 a 1953 fue integrante del comité nacional de la FSTSE y de 1953 a 1956 su secretario general. 
En 1955 fue también secretario de Acción del comité del PRI en el Distrito Federal y se año fue postulado y elegido diputado federal por el Distrito 11 del Distrito Federal a la XLIII Legislatura que culminó en 1958; y en la que fue integrante de las comisiones 1a. de Hacienda; de Salud; y, del Departamento del Distrito Federal.
En 1961 volvió a ser elegido diputado federal, pero en esta ocasión por el Distrito 15 del Distrito Federal a la XLV Legislatura de dicho año al de 1964. En esta segunda ocasión, fue integrante de las comisiones de Salud; y 1a. de Trabajo.